# Брилијант (Охајо)
Брилијант (енгл. Brilliant) насељено је место без административног статуса у америчкој савезној држави Охајо.

## Демографија
По попису из 2010. године број становника је 1.482.
| Група             | 2000.    | 2010.         |
| Белци             | 0 (0,0%) | 1.459 (98,4%) |
| Афроамериканци    | 0 (0,0%) | 4 (0,3%)      |
| Азијати           | 0 (0,0%) | 0 (0,0%)      |
| Хиспаноамериканци | 0 (0,0%) | 5 (0,3%)      |
| Укупно            | 0        | 1.482         |